# Laignelet
Laignelet (bret. Kernoanig) – miejscowość i gmina we Francji, w regionie Bretania, w departamencie Ille-et-Vilaine.
Według danych na rok 1990 gminę zamieszkiwało 727 osób, a gęstość zaludnienia wynosiła 49 osób/km² (wśród 1269 gmin Bretanii Laignelet plasuje się na 706 miejscu pod względem liczby ludności, natomiast pod względem powierzchni na miejscu 670).